# Newzealandsk falk
Newzealandsk falk (Falco novaeseelandiae) er den eneste endemiske falkeart i  New Zealand og den eneste tilbageværende endemiske rovfugl i landet. Den bliver ofte forvekslet med den noget større australsk rørhøg (Circus approximans). Fuglen er 36-48 cm lang og har et vingefang på 66-90 cm.
| Fugl | Spire Denne artikel om fugle er en spire som bør udbygges. Du er velkommen til at hjælpe Wikipedia ved at udvide den. |

- Wikimedia Commons har flere filer relateret til Newzealandsk falk